# هندوكلا (دشت سر)
هندوکلا (بالفارسية: هندوکلا) هي قرية تقع في إيران في قسم دشت سر الريفي. يقدر عدد سكانها بـ 1,457 نسمة .